# DISBYT
DISBYT är en databas över personer som levat i Sverige, avsedd för utbyte av släktforskningsresultat. Disbyt är tillgänglig för medlemmar i Föreningen för datorhjälp i släktforskningen (DIS) som driver databasen.
Databasens syfte är dels att underlätta sökandet efter anor, via Disbyt kan man få data om personer och släktträd som man i sin tur kan utnyttja som underlag för vidare forskning i de primära källorna. Dels är Disbyt till för att underlätta kontakten mellan släktforskare som är intresserade av samma personer. Disbyt är en andrahandskälla så det är viktigt att verifiera alla uppgifter från Disbyt i andra primära källor.
Data kan laddas upp på filformatet Gedcom och är sedan sökbart och läsbart via ett webbgränssnitt. Lättast är det för Disgen användare att ladda upp data. Medlemmar kan bidra till Disbyt - men ALLA kan söka i databasen. 
Disbyt hade i januari 2024 över 31 miljoner personposter, med över 63 miljoner händelser och drygt 27 tusen platser kopplade till personerna, registrerade i databasen. Det beräknas täcka minst 70% av de personer som levat i Sverige under perioden 1750-1900.